# Pesa InterRegio200
Pesa InterRegio200 – rodzina dalekobieżnych elektrycznych zespołów trakcyjnych dostosowanych do prędkości 200 km/h produkowanych przez Pesę Bydgoszcz. W 2023 roku czeski przewoźnik RegioJet zamówił 18 sztuk w 2 różnych konfiguracjach.

## Historia
W sierpniu 2022 Pesa po raz pierwszy ujawniła publicznie, że na bazie platformy Regio160 przygotowuje platformę elektrycznych zespołów trakcyjnych mogących jeździć z prędkością 200 km/h lub więcej. Jednocześnie poinformowano, że prowadzone są rozmowy z przewoźnikami krajowymi i zagranicznymi odnośnie do ich zakupu, a zainteresowanie wyrazili przewoźnicy z Bułgarii, Czech i Rumunii. Ostatecznie na zamówienie jednostek InterRegio200 zdecydował się czeski prywatny przewoźnik RegioJet, który w grudniu 2023 zamówił 18 pojazdów.

## Konstrukcja
Jednostki zamówione przez RegioJet mają być 3- i 4-członowe o pojemności odpowiednio 200 i 300 pasażerów. Każdy z członów ma być osadzony na 2 wózkach oraz posiadać jedną parę szerokich drzwi. 12% miejsc w składach ma być 1 klasy, ma znajdować się w nich aneks barowy oraz mają być wyposażone w Wi-Fi i klimatyzację.

## Eksploatacja
| Państwo | Przewoźnik | Typ   | Liczba członów | Lata dostaw | Liczba jednostek |
| ------- | ---------- | ----- | -------------- | ----------- | ---------------- |
| Czechy  | RegioJet   |       | 3              |             | 0 z 7            |
| Czechy  | RegioJet   |       | 4              |             | 0 z 11           |
| Suma:   | Suma:      | Suma: | Suma:          | Suma:       | 0 z 18           |

### RegioJet
W marcu 2023 czeski prywatny przewoźnik RegioJet otrzymał 15-letni kontrakt (od grudnia 2026 do grudnia 2041) na wykonywanie przewozów na linii z Pragi przez Havlíčkův Brod do Brna z zajazdem do Jihlavy. W następstwie czego w grudniu firma podpisała z Pesą umowę na dostawę 18 jednostek (7 sztuk 3-członowych i 11 sztuk 4-członowych) do obsługi tej trasy.